# Monchu
Ramón Suárez del Valle (Luanco, Asturias, España, 28 de noviembre de 1968), conocido como Monchu, es un exfutbolista y entrenador de fútbol español. Jugaba como delantero y militó en equipos como el Real Sporting de Gijón, el Sevilla F. C. o el R. C. D. Mallorca. Es el hermano del también exfutbolista Juanma Suárez del Valle.

## Trayectoria

### Como jugador
Se inició en las categorías inferiores del Real Sporting de Gijón con catorce años y, tras una breve cesión al U. P. Langreo, se incorporó a la plantilla del primer equipo en la temporada 1988-89. En su debut en Primera División, consiguió dos tantos a pesar de disputar tan sólo nueve encuentros, la mayoría de ellos saliendo desde el banquillo. Posteriormente, pasó dos campañas como cedido en equipos de Segunda División: primero, en el R. C. Recreativo de Huelva, donde no pudo evitar el descenso de categoría del club decano y, a continuación, en el Real Avilés Industrial. Con el club del Principado anotó nueve tantos que le valen su retorno al Sporting.
En la temporada 1991-92, el buen papel realizado en la Liga y en la Copa de la UEFA motivó su marcha al Sevilla F. C. a cambio de unos 170 millones de pesetas. En el conjunto andaluz militó durante cuatro temporadas, entre 1992 y 1996, y aunque es habitualmente titular, sus cifras goleadoras no dejan de ser discretas. Terminada esta etapa, decidió recalar en el R. C. D. Mallorca, donde jugó doce partidos y anotó dos goles, además de lograr el ascenso a Primera División. Al año siguiente, continuó en el Mallorca y disputó diecisiete encuentros logrando cuatro goles.
En el verano de 1998, el Sporting, descendido a Segunda, repescó al jugador. En la temporada 1998-99 fue el delantero titular habitual, pero en la siguiente jugó muy poco debido a una hernia cervical que, a la postre, acabó propiciando su retirada con tan sólo treinta y un años.

### Como entrenador
Pese a conseguir una pensión por invalidez derivada de este hecho, Monchu se enroló en los banquillos tras colgar las botas. Dirigió a la selección asturiana en categoría cadete y también al equipo juvenil del Real Sporting de Gijón, al que dejó tras cuatro partidos en el cargo gracias a un puesto relevante logrado por oposiciones en la Escuela del Deporte de Avilés. 

## Clubes
| Club                         | País   | Año       |
| ---------------------------- | ------ | --------- |
| Sporting de Gijón Atlético   | España | 1985-1988 |
| U. P. Langreo                | España | 1988      |
| Real Sporting de Gijón       | España | 1988-1989 |
| R. C. Recreativo de Huelva   | España | 1989-1990 |
| Real Avilés Industrial C. F. | España | 1990-1991 |
| Real Sporting de Gijón       | España | 1991-1992 |
| Sevilla F. C.                | España | 1992-1996 |
| R. C. D. Mallorca            | España | 1996-1998 |
| Real Sporting de Gijón       | España | 1998-2001 |

- Datos: Q11944702